# 阿尤希·朝格策策格
阿尤希·朝格策策格（？—）女，蒙古国人，蒙古国政治人物。

## 生平
朝格策策格是蒙古人民党党员。2016年进入额尔登巴特内阁担任卫生部部长，是该内阁少数女性部长之一。2017年5月，根据世界卫生组织执行委员会的决定，蒙古国科学家仁钦·阿尔斯兰（Rinchin Arslan）获得了笹川良一卫生奖，蒙古国卫生部部长朝格策策格在第70届世界卫生大会上代表阿尔斯兰接受了这一奖项。